# Okuma Yuji
Yuji Okuma (sinh ngày 19 tháng 1 năm 1969) là một cầu thủ bóng đá người Nhật Bản.

## Sự nghiệp câu lạc bộ
Yuji Okuma đã từng chơi cho Kashiwa Reysol, Kyoto Purple Sanga và Avispa Fukuoka.